# Watts Humphrey
Watts S. Humphrey (nascido 4 de Julho 1927 - 28 de Outubro de 2010) foi um engenheiro de software americano, grande estudioso da disciplina de engenharia de software e foi muitas vezes chamado de "Pai da Qualidade de Software".